# 빅월 클라이밍
빅월 클라이밍(Big wall climb)은 일반적으로 오르는 데 며칠은 아니더라도 하루 종일 걸리는 기나긴 다중 피치 루트(최소 6~10피치 또는 300~500미터)에서 진행되는 암벽등반의 한 형태이다. 또한, 빅월 루트는 일반적으로 지속되고 노출되어 있어 등반가가 암벽에 매달린 상태로 유지되고 심지어 잠을 자더라도 전체 루트에서 하강(복잡하고 위험한 움직임)하지 않는 한 앉거나 탈출할 수 있는 옵션이 제한되어 있다. 따라서 이는 육체적으로나 정신적으로 힘든 등반 형태이다.
빅월 클라이밍은 일반적으로 전통 등반 형식으로 쌍으로 이루어지지만, 리드(lead)가 아닌 등반가는 일반적으로 시간과 에너지를 절약하기 위해 고정 로프를 주마링하여 올라간다는 차이점이 있다. 포탈리지, 보조 등반 장비, 똥 튜브, 음식 및 물을 포함하여 운반 가방에 운반되는 전통적인 등반보다 광범위한 공급품과 장비가 필요하다. 진자/장력 횡단, 보조 등반, 트레일 로프 사용, 주마링, 때로는 동시 등반과 같은 추가 기술이 필요하다.
거벽 등반은 1930년대에 많은 최초의 기술과 도구를 발명한 에밀리오 코미치(Emilio Comici)와 같은 초기 개척자들과 함께 돌로미티산맥에서 시작되었고, 그 후 리카르도 카신과 월터 보나티와 같은 등반가들에 의해 그의 이정표적인 단독 등반을 통해 유럽 알프스 전역으로 퍼졌다.

## 같이 보기
- 스포츠클라이밍